# Ons (massa)
Het ons is een oude maat van massa. In het huidige spraakgebruik is één ons gelijk aan 100 gram.
Voor de invoering van het metrieke stelsel was een ons, in de oude spelling geschreven als once, meestal ca. 30 gram en was het 1/16 van een pond (ca. 480 gram) of 1/12 van een medicinaal pond (ca. 375 gram). Het once was zelf onderverdeeld in acht drachmen.
De huidige waarde van 100 gram ontstond bij de invoering van het Nederlands metriek stelsel in 1820. Bij de IJkwet van 1937 is het ons definitief afgeschaft en sindsdien is het slechts een officieuze maat.

## Ounce
Binnen het Anglo-Amerikaanse maatsystemen wordt het ons, in het Engels ounce, nog gebruikt met de waarde van een zestiende pound (28,349523125 gram).